# 洪都拉斯 (印第安納州)
洪都拉斯（英語：Honduras）是位於美國印第安納州亞當斯縣的一個非建制地區。該地的面積和人口皆未知。

## 地理
洪都拉斯的座標為40°45′29″N 85°01′59″W / 40.75806°N 85.03306°W，而該地的平均海拔高度為256米（即840英尺）。